# Bárbaro Marín
Bárbaro Marín (L'Avana, 4 marzo 1959) è un attore cubano.

## Biografia
Ha studiato l'arte dramática nell'Escuela Nacional de Instructores de Arte de Cuba.

## Filmografia

### Cinema
- Clandestinos, regia di Fernando Pérez (1987)
- Calor... y celos, regia di Javier Rebollo (1996)
- Zafiros, locura azul, regia di Manuel Herrera (1997)
- Doña Bárbara, regia di Betty Kaplan (1998)
- Aunque estés lejos, regia di Juan Carlos Tabío (2003)
- El cuerno de la abundancia, regia di Juan Carlos Tabío (2008)
- Lecciones para un Beso, regia di Juan Pablo Bustamante (2011)
- Todos se van, regia di Sergio Cabrera (2015)

### Serie TV
- Terre indigo – serie TV, 7 episodi (1996)
- Las huérfanas de la Obra Pía (2000)
- El cartel 2 - La guerra total  – serie TV, episodi 1x1 (2010)
- El Capo  – serie TV, episodi 1x1-1x2 (2012)
- Tres Caínes  – serie TV, episodi 1x1 (2013)
- Niche, Lo que diga el corazón  – serie TV, episodi 1x1 (2014)
- Celia – serie TV, episodi 1x1 (2015)
- Havana Noir - Le indagini di Mario Conde (Cuatro estaciones en La Habana)  – serie TV, episodi 1x4 (2016)